# Suore della Santa Croce (Menzingen)
Le Suore della Santa Croce, dette di Menzingen (in tedesco Schwestern vom Heiligen Kreuz von Menzingen), sono un istituto religioso femminile di diritto pontificio.

## Storia

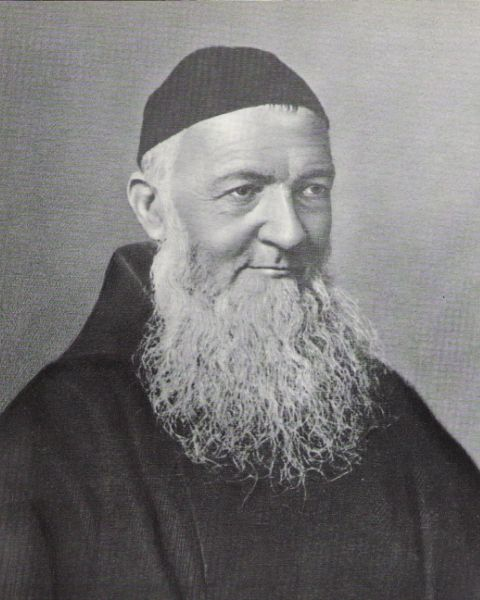
Teodosio Florentini, fondatore della congregazione

La congregazione delle Insegnanti della Santa Croce venne fondata il 16 ottobre 1844 ad Altdorf, in Svizzera, dal sacerdote cappuccino Teodosio Florentini (1806-1865): la prima superiora generale fu Bernarda Heimgartner (1822-1863), ritenuta cofondatrice dell'istituto.
Il 17 ottobre del 1844 la prima comunità si stabilì a Menzingen (Zug), dove venne aperta una scuola privata (inaugurata il 3 novembre successivo): i vescovi di Basilea e Coira approvarono oralmente la fondazione dell'istituto e il 2 luglio del 1845 gli statuti elaborati dal fondatore vennero approvati dal vescovo di Coira. Nel 1856 una comunità di religiose si separò dall'istituto di Menzingen e diede vita alla congregazione ospedaliera delle Suore di Carità della Santa Croce di Ingenbohl.
Le Suore della Santa Croce hanno ottenuto il pontificio decreto di lode il 12 marzo 1894 e sono state nuovamente approvate dalla Santa Sede il 6 luglio 1900: le loro costituzioni sono state approvate il 17 agosto 1901. Il 10 novembre 1907 la loro congregazione è stata aggregata all'Ordine dei Frati Minori Cappuccini.

## Attività e diffusione
All'insegnamento, che resta la loro principale occupazione, le sorelle hanno affiancato le opere di promozione sociale e nel settore sanitario.
Sono presenti in Europa (Germania, Regno Unito, Italia, Svizzera), America Latina (Argentina, Cile), Asia (India, Sri Lanka) e Africa (Lesotho, Sudafrica, Zambia): la sede generalizia è a Lucerna.
Al 31 dicembre 2005 l'istituto contava 2.132 religiose in 244 case.